# Krieger Mountains
Krieger Mountains är en bergskedja i Kanada.   Den ligger i territoriet Nunavut, i den norra delen av landet, 4 000 km norr om huvudstaden Ottawa.
Trakten runt Krieger Mountains består i huvudsak av gräsmarker. Trakten runt Krieger Mountains är nära nog obefolkad, med mindre än två invånare per kvadratkilometer.